# Sanguisorbeae
Tribu
Synonymes
- Agrimonieae Lam. & DC. 1806
- Poterieae Dumort. 1827

Les Sanguisorbeae sont une tribu de plantes à fleurs de la sous-famille des Rosoideae dans la famille des Rosaceae.

## Tribus et genres
Genres de Sanguisorbeae selon Wikispecies :
- Sous-tribu des Agrimoniinae
  - Genres Agrimonia - Aremonia - Hagenia - Leucosidea - Spenceria
- Sous-tribu des Sanguisorbinae
  - Genres : Acaena - Bencomia - Cliffortia - Marcetella - Margyricarpus - Polylepis - Sanguisorba - Sarcopoterium - Tetraglochin

Genres de Sanguisorbeae selon NCBI :
- Acaena - Agrimonia - Aremonia - Bencomia - Cliffortia - Dendriopoterium - Hagenia - Leucosidea - Marcetella - Margyricarpus - Polylepis - Sanguisorba - Sarcopoterium - Spenceria - Tetraglochin[1]